# Birgit Peter
Birgit Peter (27 de enero de 1964, Potsdam, Alemania) es una exremera alemana que consiguió ganar dos medallas de oro en los Juegos Olímpicos.

## Carrera
Peter compitió para el SG Dynamo Potsdam/ Sportvereinigung (SV) Dynamo, y  ganó varias medallas en competiciones internacionales.
Participó en varios Campeonatos Mundiales de Remo en los que obtuvo el oro en 1985, 1986, 1987 (Cuatro scull), 1990 (Scull indidivual) y la plata en 1989 (Scull indidivual).